# Vitoše
Vitoše (em cirílico: Витоше) é uma vila da Sérvia localizada no município de Brus, pertencente ao distrito de Rasina. A sua população era de 37 habitantes segundo o censo de 2011.

## Demografia
| 1948 | 1953 | 1961 | 1971 | 1981 | 1991 | 2002 | 2011 |
| ---- | ---- | ---- | ---- | ---- | ---- | ---- | ---- |
| 89   | 102  | 112  | 120  | 108  | 78   | 57   | 37   |